# 東京日和 (映画)
『東京日和』（とうきょうびより）は、荒木経惟・荒木陽子著のフォトエッセイを原作とした竹中直人監督の1997年公開の映画。

## キャスト
- 島津ヨーコ：中山美穂
- 島津巳喜男：竹中直人
- 水谷：松たか子
- 高橋：田口トモロヲ
- 篠崎：温水洋一
- 平田：利重剛
- 鈴木：三橋美奈子
- 外岡：三浦友和
- 宮本：鈴木砂羽
- テツオ：類家大地
- 山田：山口美也子
- 前田：塚本晋也
- 警察官：中田秀夫
- 若い男：浅野忠信
- 郵便屋：周防正行
- 阿波野：森田芳光
- テツオの祖母：久我美子
- 喫茶店の店員：津田寛治
- バーのママ：中島みゆき
- バーの客：しりあがり寿
- 旅館の女将：藤村志保
- バーテンダー：須賀不二男
- 内田也哉子、駒塚由衣、柳愛里、石川真希 ほか

なお、原作者の荒木経惟が車掌役でカメオ出演している。

## スタッフ
- 監督：竹中直人
- 脚本：岩松了
- 原作：荒木経惟＆荒木陽子「東京日和」
- 音楽：大貫妙子
- 主題歌：大貫妙子 「ひまわり」
- メインテーマ編曲：坂本龍一（オーケストラバージョン）、フェビアン・レザ・パネ（ピアノバージョン）
- ミキシング：GOH HOTODA
- 撮影：佐々木原保志
- 照明：安河内央之
- 美術：中澤克巳
- 衣裳：北村道子
- 録音：北村峰晴
- 編集：奥原好幸
- 助監督：横山浩幸
- 装飾：大光寺康
- 花：猪本典子
- スチール：三浦憲治
- タイトル：日比野光希子
- 現像：IMAGICA
- スタジオ：日活撮影所
- ラインプロデューサー：新津岳人、吉田浩二
- 宣伝プロデューサー：市川南
- アシスタントプロデューサー：関口大輔
- プロデューサー：宅間秋史、 三浦寛二（カノックス） 、保原賢一郎
- エグゼクティブプロデューサー：松下千秋、佐藤信彦
- 企画：久板順一朗、周防郁雄
- 製作：フジテレビ、バーニングプロダクション
- 配給：東宝
- 公開日：1997年10月18日（全国東宝洋画系）
- 上映時間：121分

## 受賞記録
- 第21回日本アカデミー賞
  - 優秀作品賞
  - 優秀監督賞：竹中直人
  - 優秀主演男優賞：竹中直人
  - 優秀主演女優賞：中山美穂
  - 最優秀音楽賞：大貫妙子
  - 優秀脚本賞：岩松了
  - 優秀撮影賞：佐々木原保志
  - 優秀照明賞：安河内央之
  - 優秀美術賞：中澤克巳
  - 優秀録音賞：北村峰晴
  - 優秀編集賞：奥原好幸
- 第12回高崎映画祭
  - 最優秀主演女優賞：中山美穂
- 第22回報知映画賞
  - 新人賞：松たか子